# Noé Pamarot
Noé Pamarot est un footballeur français, né le 14 avril 1979 à Fontenay-sous-Bois dans le département du Val-de-Marne. Il évolue au poste de défenseur central de la fin des années 1990 au milieu des années 2010.
Après des débuts au FC Martigues, il évolue notamment à l'OGC Nice et dans les clubs anglais du Portsmouth FC et du Tottenham Hotspur. Il termine sa carrière en Espagne à l'Hércules Alicante.

## Biographie
Sélectionné en équipe de France des moins de 18 ans , il commence sa carrière professionnelle au FC Martigues. Puis de 1999 à 2004, il évolue à l'OGC Nice. Le joueur est une valeur sûre sur la Côte d'Azur. Il joue en effet plus de 100 matchs sous le maillot de l'OGC Nice. 
Il est ensuite transféré au club londonien de Tottenham, pour plus de deux millions d'euros. N'arrivant pas à s'imposer chez les Spurs, il signe à Portsmouth en 2006. Avec Pompey, il remporte une FA Cup. Il joue également quatre matchs en Coupe de l'UEFA.
En 2009, après la fin de son contrat avec Portsmouth, il s'entraîne avec l’OGC Nice, mais sans toutefois signer de contrat avec le club.
Il évolue par la suite dans les championnats espagnols (D1 & D2) avec Hercules, puis avec Granada. Il prend sa retraite de joueur en 2014.

## Palmarès
- Portsmouth FC
  - Vainqueur de la Coupe d'Angleterre (FA Cup) en 2008